# Châtillon (kanton Jura)
Châtillon (hist. Kastel) − miejscowość i gmina w Szwajcarii, w kantonie Jura, w okręgu Delémont. 

## Demografia
W Châtillon mieszka 485 osób. W 2020 roku 9,1% populacji gminy stanowiły osoby urodzone poza Szwajcarią. 